# 聯合系列運載火箭

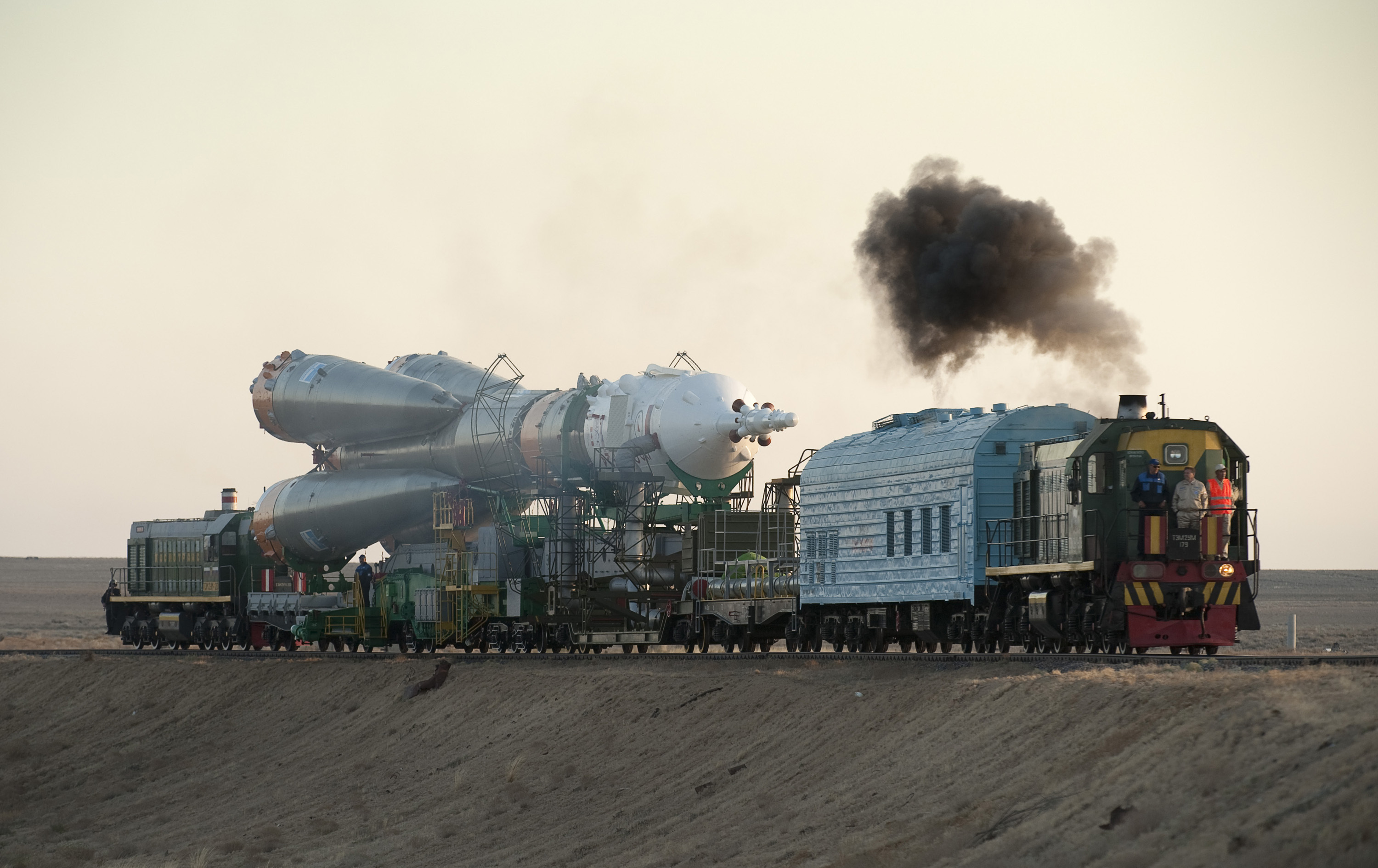
聯合號於火車上

聯盟號運載火箭（又译为聯合號運載火箭，歐美簡稱A-2）是不可重複使用的發射系統，由科罗廖夫設計局製造研發，總部位在俄羅斯的薩馬拉，曾經發射過载人的太空船，是一個從聯合號出來的小分枝，目前用來發射自動運行補給太空火箭至國際太空站，也用於發射商業衛星發射系統由自動TSSKB公司與Starsem公司研發製造，在2001年有時一次發射；另外有九次在2001年，現在的聯合號火箭從哈薩克的白寇奴爾和普列谢茨克航天发射场發射。

## 歷史

### 简介
從2008年起聯合號 U也將在法屬圭亞那太空中心發射，联盟號改良版叫联盟號 U（Synitn）。联盟號於1960年首次發射，最初為有酬載末端節的三節式火箭，它的Molniya演變型為四節式可達同步高橢圓型地球軌道，後來演變成联盟號 U型，聯合號火箭在1980年代初期達到最高峰，每年發射高達60次，為世界上使用最頻繁的火箭，發射總數超過1700次遠遠的超越其他火箭，它的設計非常簡單，以低價格及高可靠性，這也是聯合號火箭立足商業火箭界的原因。在1990年代初期重新設計Fregat末端節，

### 改进
Fregat引擎由NPO Larochkin公司研發由Phobos行星探測器系統改良，雖然俄羅斯太空總署背書及1993年俄羅斯國防部標明”RUS”使聯合號火箭俄羅斯化及現代化，稍後又改名成聯合號火箭2型，但資金短缺使計畫無法施行，在1996年7月要建造Starsem火箭，除非俄羅斯有足夠的資金及較少的改造。聯合號火箭Fregat或聯合號 U型火箭主要是改良聯合號 U型火箭並結合Fregat火箭的末端節，能夠將1350公斤的酬載物送至地球同步軌道，在1997年9月Starsem與歐洲太空總署簽約由聯合號Fregat火箭發射兩對離子串2的兩個科學衛星。在發表此新火箭前Starsem火箭由Restartablelkar火箭末端節代替，1999年9月2日至1999年11月22日發射了24顆地球同步衛星；在2000年2月9日及2000年3月20日聯合號Fregat火箭測試了兩次；在測試後串2衛星在2000年7月6日及2000年8月9日發射；聯合號火箭於2003年7月在白寇奴爾發射歐洲太空總署之火星快車號。

### 现状

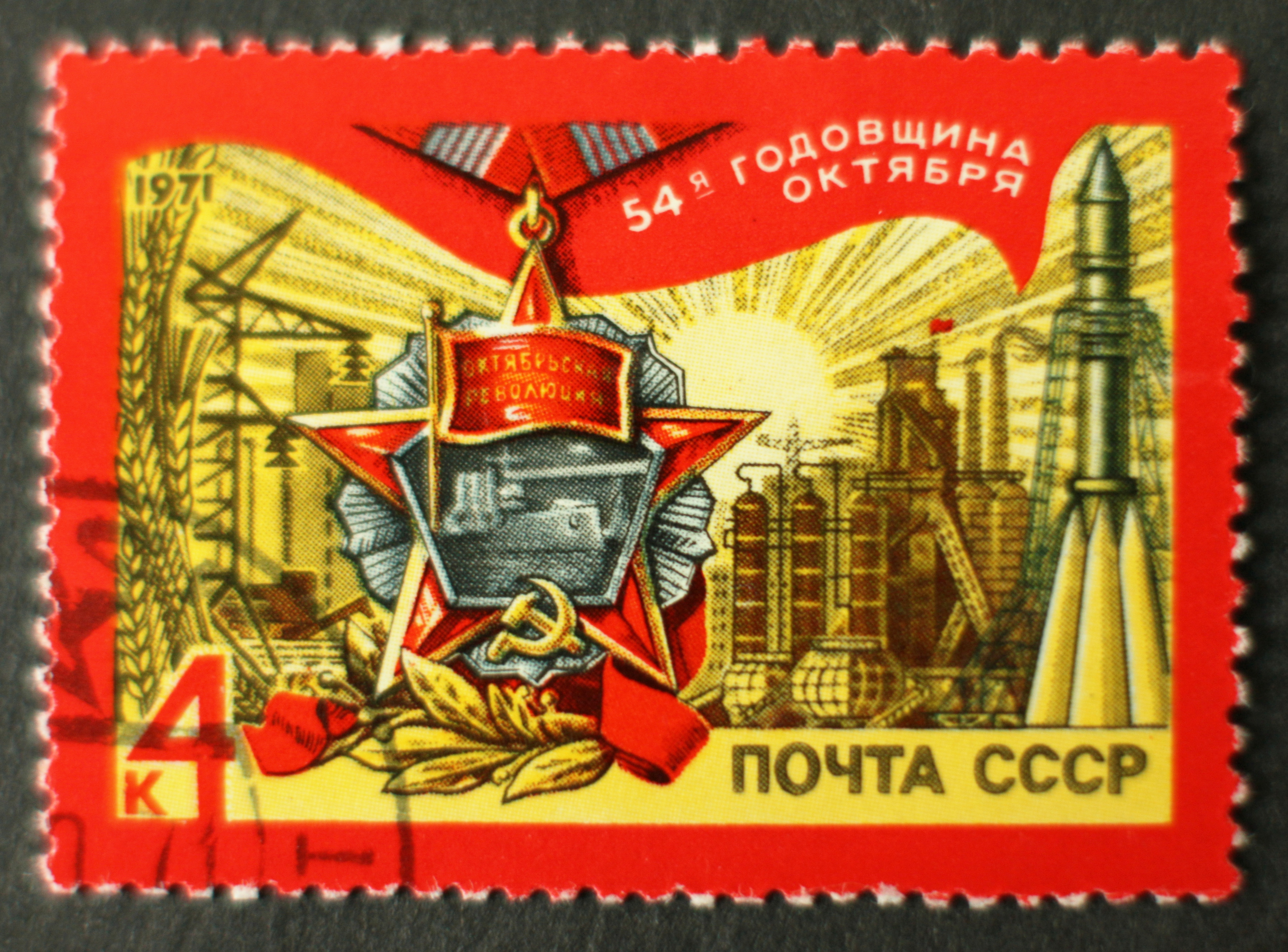
紀念郵票
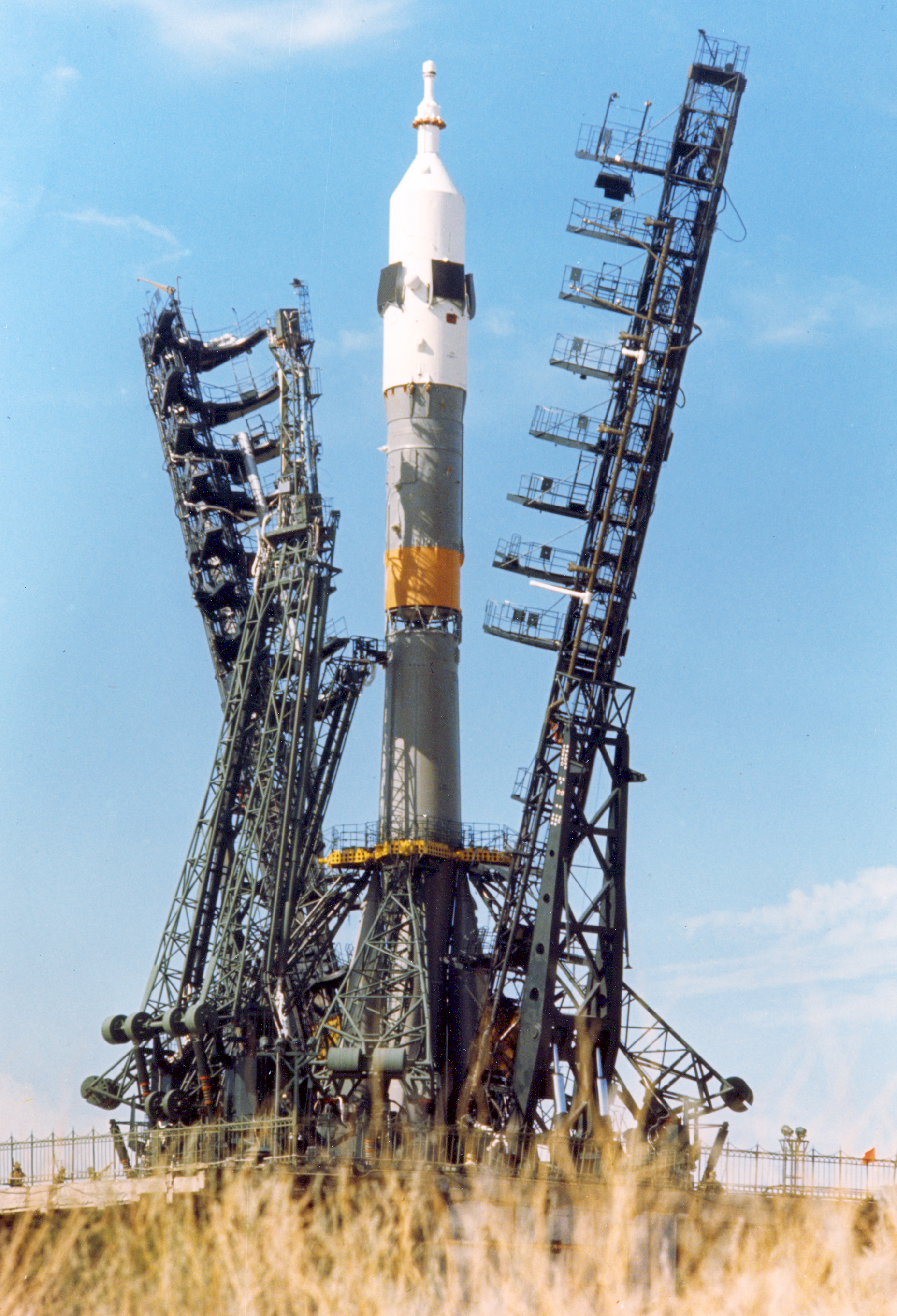
在1975年7月15日聯盟號11A511U置於發射台，頂端為Soyuz 19 (ASTP)
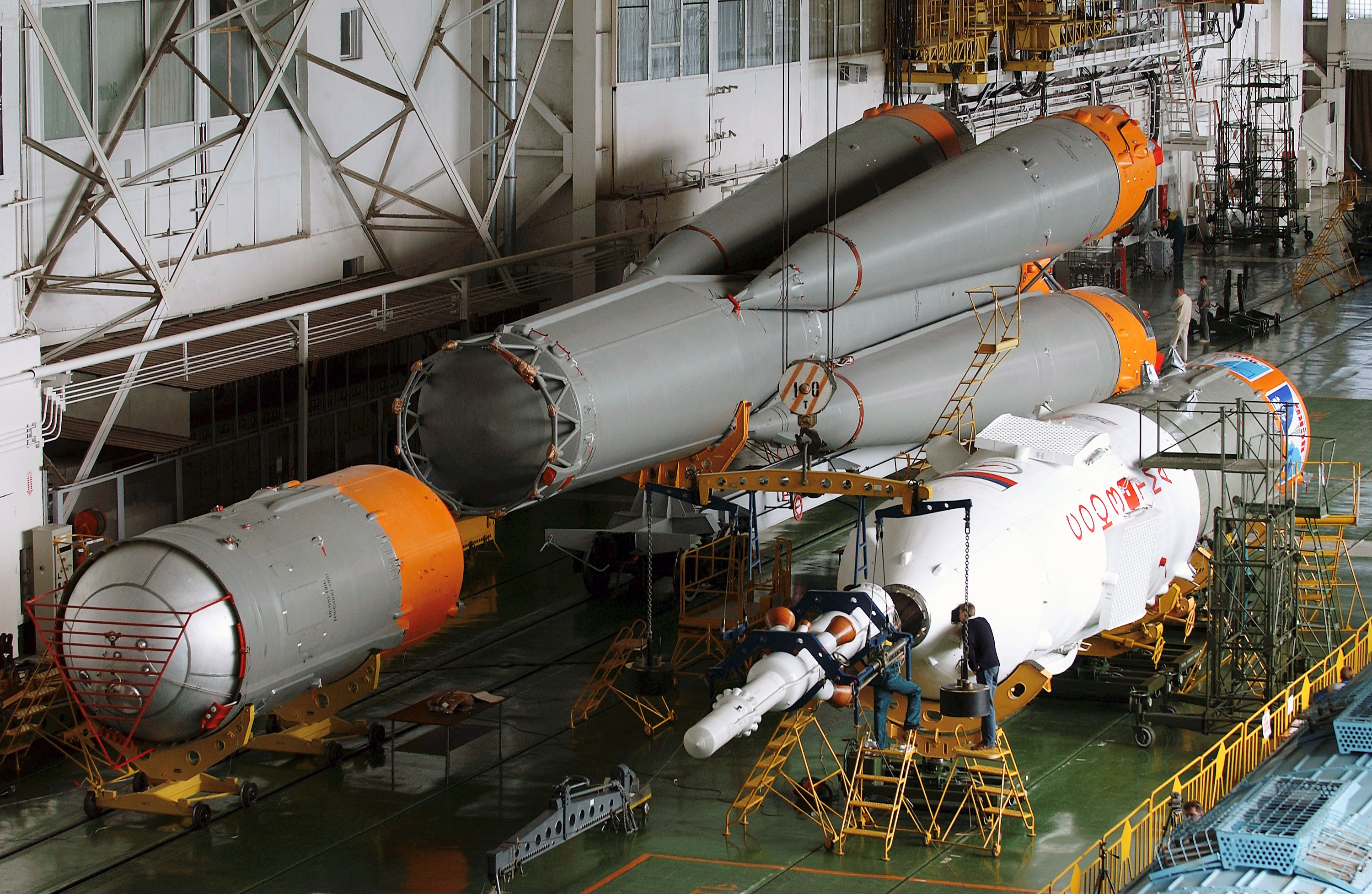
聯合號火箭整備廠
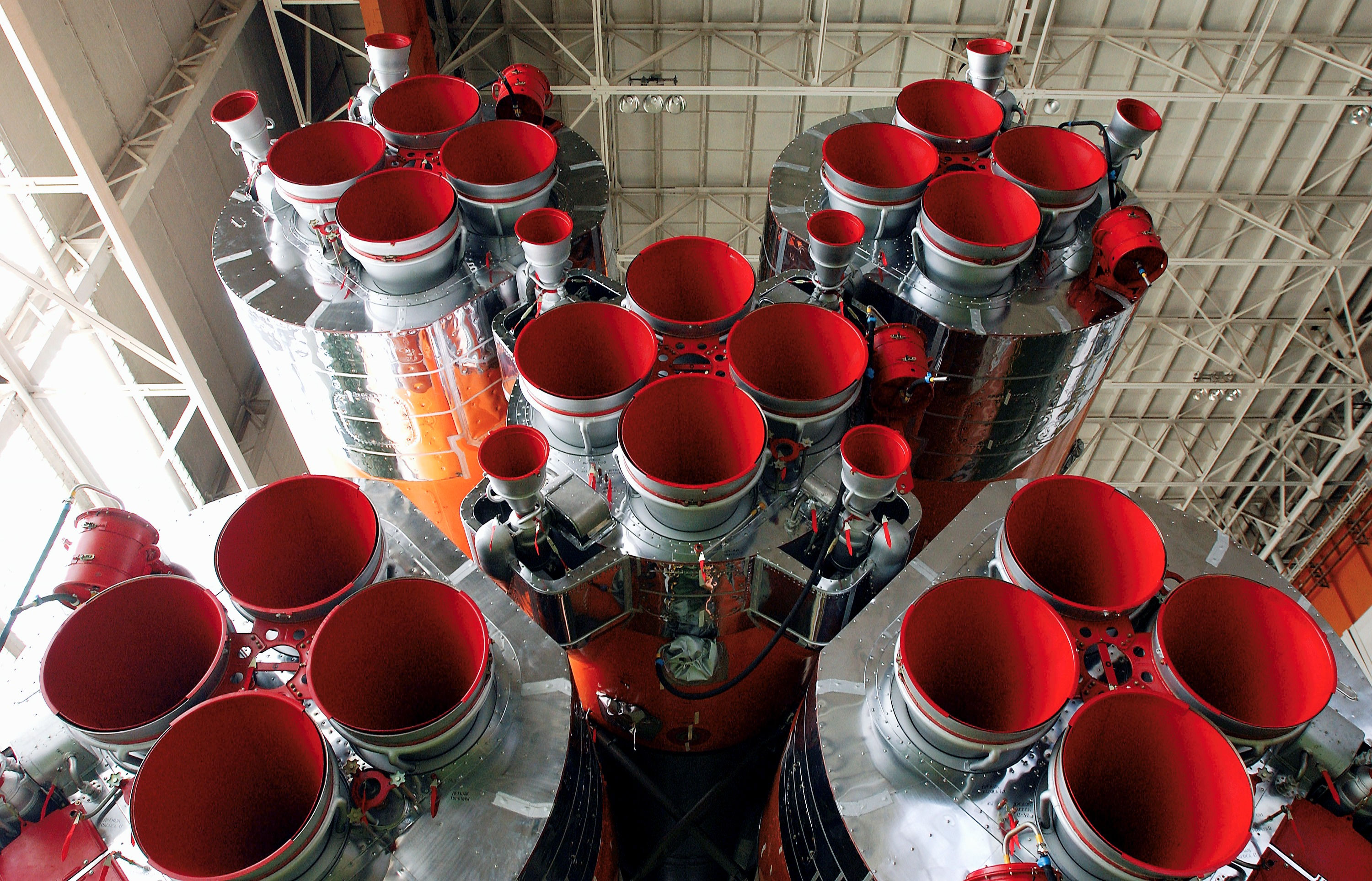
聯合號火箭引擎
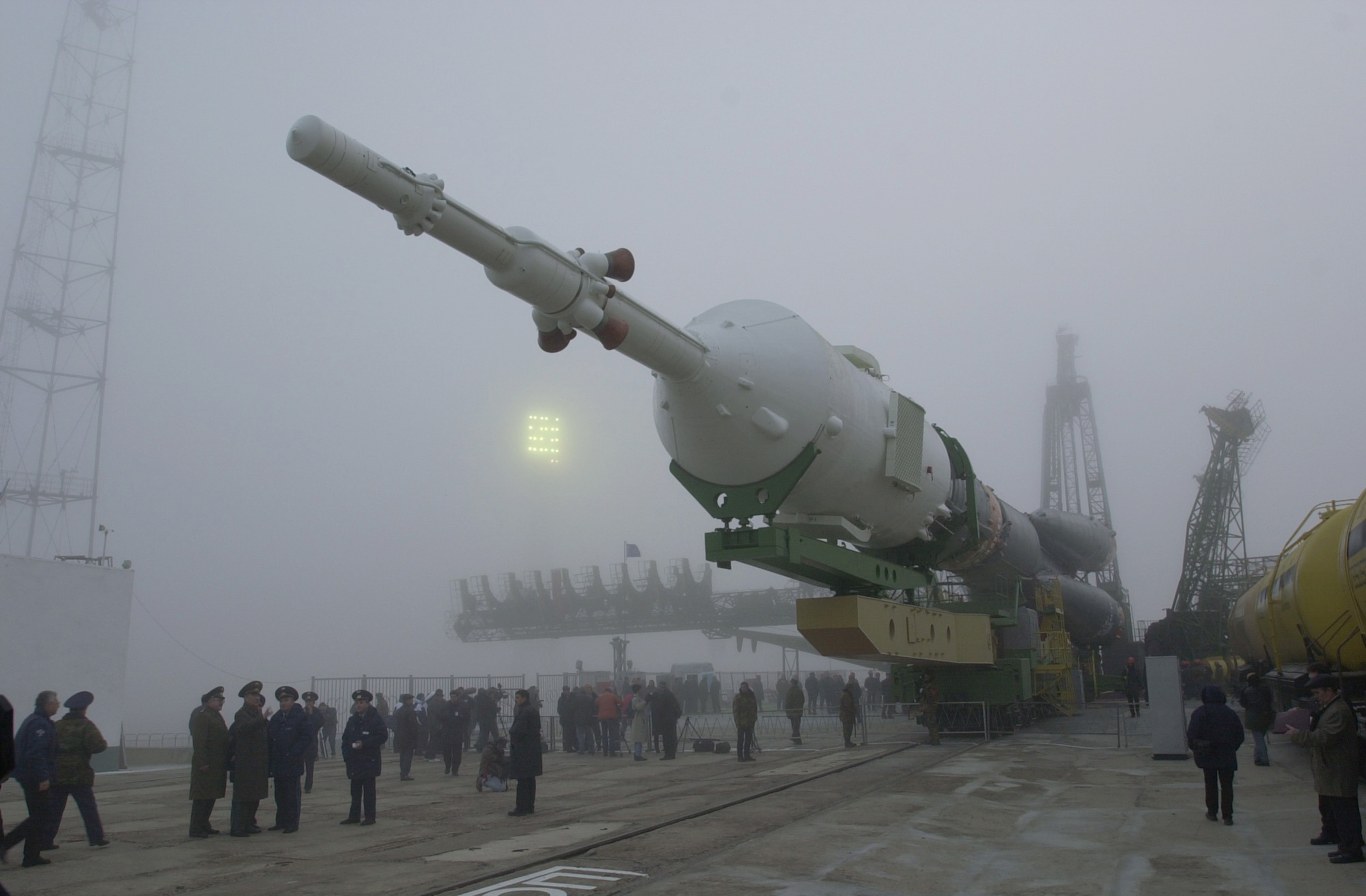
聯合號火箭2000年10月測試

現在聯合號Fregat火箭由Starsem公司作為商業酬載用途，它將會被新的發射器取代名，為聯合號ST型（也稱聯合號2型）他有自動導航系統及改良過的第三節引擎，第一個聯合號2形研發出來的原型稱為聯合號2-1a型，並配備了自動導航系統但第三節火箭仍然使用舊引擎，在2004年11月4日普列謝茨克太空發射場發射進入亞軌道（並未完整繞一圈）測試飛行，於2006年10月23日從白寇奴爾發射場發射至亞軌道飛行；完整改裝的火箭（聯合號2-1b型）於2006年12月27日自拜科努尔航天发射场發射COROT衛星。
聯合號火箭長期保持的成功紀錄在2002年10月15日破滅，當U型火箭從普列謝茨克太空發射場發射光子－M衛星（Photon-M），發射後29秒墜毀至發射台上並爆炸，造成一人死亡八人受傷。另一次失敗事發生在2005年7月21日從普列謝茨克太空發射場發射莫利亞-M（Molniya-M）軍事通訊衛星，用了四節式的火箭，在發射後六分鐘因第二節和第三節無法分離，導致此次失敗，聯合號的第二節第三節是相同的而莫利亞-M（Molniya-M）軍事通訊衛星則墜落於西伯利亞，然而，除了M型此次失敗，其他的274次皆順利完成。
在2003年2月1日至2005年7月26日之間，因太空梭失事而停飛，聯合號火箭便成為唯一往返國際太空站的火箭任務，包括運輸供給品（進展號太空船）及太空人的交替。
聯合號火箭計畫從2008年開始與歐洲太空總署共同參與發射商業衛星，並在法屬圭亞那建造發射台。

## 第一節
| 燃料質量   | 39.2噸(86,400磅)    |
| 無燃料質量 | 3,784 公斤(8,342磅) |

| 聯合號火箭和聯合號U型火箭引擎 | RD-107引擎                               |
| 推力（發射）                  | 813 000牛頓(183 000磅)                   |
| 比推力（發射）                | 245 公斤力.秒/公斤 (2400 牛頓力.秒/公斤) |
| 比推力（真空）                | 310公斤力.秒/公斤(3040牛頓力.秒/公斤)    |
| 燃料槽壓力                    | 5850000 帕 (848 磅/平方英吋)             |

| 聯合號火箭St型引擎 | RD-117引擎 (11D511)                   |
| 推力（發射）       | 838000牛頓 (188000磅力)               |
| 推力（真空）       | 1021000(230000磅力)                   |
| 比推力（發射）     | 245 公斤力.秒/公斤 (2400 力.秒/公斤)  |
| 比推力（真空）     | 310公斤力.秒/公斤(3040牛頓力.秒/公斤) |
| 燃料槽壓力         | 5850000 帕 (848 磅/平方英吋)          |

| 聯合號火箭FG型引擎 | RD-117A引擎 (14D22)                          |
| 推力（發射）       | 775000牛頓 (174000磅力)                      |
| 比推力（真空）     | 320200公斤力.秒/公斤(3.143040牛頓力.秒/公斤) |

## 第二節
| 發射質量                                  | 105.4 噸 (232,400 磅) |
| 燃料質量                                  | 95.4 噸 (210,000 磅)  |
| 發射質量（聯合號U2火箭與Syntin 火箭版本） | 96.4 2噸 (212,000 磅) |
| 無燃料質量                                | 6,875 公斤(15,160 磅) |
| 長度                                      | 28 公尺 (91 呎 10吋)  |
| 直徑                                      | 2.95 公尺 (9呎 8吋)   |
| 推進時間                                  | 290 秒                |

| 聯合號U2火箭引擎 | RD-108                                  |
| 推力（發射）     | 779000牛頓 (175 000磅力)                |
| 推力（真空）     | 997 000牛頓 (224000磅力)                |
| 比推力（發射）   | 264 公斤力.秒/公斤 (2.59牛頓力.秒/公斤) |
| 比推力（真空）   | 311公斤力.秒/公斤 (3.05牛頓力.秒/公斤)  |
| 燃料槽壓力       | 5100000帕 (740磅/平方英吋 )             |

燃料槽壓力

| 聯合號火箭U2型引擎 （Syntin型） | RD-108 引擎                             |
| 推力（發射）                    | 811000 牛頓 (182 000磅力)               |
| 推力（真空）                    | 1009000(227000磅力)                     |
| 比推力（發射）                  | 264 公斤力.秒/公斤 (2.59牛頓力.秒/公斤) |
| 比推力（真空）                  | 311公斤力.秒/公斤 (3.05牛頓力.秒/公斤)  |
| 5100000帕 (740磅/平方英吋 )     |                                         |

| 聯合號火箭ST型引擎 | RD-118引擎 (11D512)                     |
| 推力（發射）       | 792 000 牛頓 (178 000磅力)              |
| 推力（真空）       | 990000 牛頓 (222 000磅力)               |
| 比推力（發射）     | 264 公斤力.秒/公斤 (2.59牛頓力.秒/公斤) |
| 比推力（真空）     | 311公斤力.秒/公斤 (3.05牛頓力.秒/公斤)  |
| 燃料槽壓力         | 5100000帕 (740磅/平方英吋 )             |

## 外部連結
- R-7 missile family page
- Starsem （页面存档备份，存于）
- Soyuz launch log at Starsem （页面存档备份，存于）
- Soyuz U/Fregat
- Soyuz launch vehicle: The most reliable means of space travel （页面存档备份，存于）
- Soyuz Booster Family